# ヨーロッパ発あなたへ
『ヨーロッパ発あなたへ』（ヨーロッパはつあなたへ）は、1980年1月1日から1981年3月31日までフジテレビで放送された紀行番組である。アドプロラーズ・ハウスとの共同製作。前番組『あの日あの時』から引き続き丸井の一社提供で放送。放送時間は毎週月曜・火曜・水曜・金曜・土曜 22:54 - 23:00 (JST) 。

## 概要
ヨーロッパ各地の様々な話題をナレーションを通じて紹介していたミニ番組である。